# Ngọc Lan (ca sĩ)
Lê Thanh Lan, tên thánh: Maria Lê Thanh Lan (28 tháng 12 năm 1956 – 3 tháng 6 năm 2001), được biết đến với nghệ danh Ngọc Lan, là một ca sĩ hải ngoại nổi tiếng. Không chỉ với giọng hát, cô còn được khán giả đặc biệt yêu mến vì khuôn mặt khả ái và tính cách nhút nhát, khiêm tốn của mình.

## Tiểu sử
Ngọc Lan tên thật là Lê Thanh Lan, sinh ngày 28 tháng 12 năm 1956 tại Nha Trang, Khánh Hoà. Xuất thân trong gia đình theo đạo Công giáo nên cô có tên Thánh là Maria Lê Thanh Lan. Ngọc Lan là người con thứ năm trong số 8 người con trong một gia đình khá giả, cha của cô, ông Lê Đức Mậu, từng phục vụ trong Binh Chủng Truyền Tin của Quân lực Việt Nam Cộng hòa. Khi còn ở Việt Nam, cô đã đến với âm nhạc qua nhạc sĩ Lê Hoàng Long, từng học nhạc và biểu diễn trong một số dịp tại Nha Trang. Cô đã từng theo học ở trường Lý Thường Kiệt, ngoại ô Sài Gòn.

## Sự nghiệp

### Khởi nghiệp
Năm 1980, Ngọc Lan đến Hoa Kỳ và định cư tại Minnesota. Hai năm sau, Ngọc Lan thực sự bắt đầu sự nghiệp ca hát ở California. Cô lấy nghệ danh Ngọc Lan vì tên thật Thanh Lan trùng với ca sĩ Thanh Lan đã nổi tiếng. Với sự giới thiệu của ca sĩ Duy Quang, cô đã hát tại một số quán cà phê nhạc và các buổi biểu diễn. Trong những buổi đầu đi hát với mục đích kiếm tiền phụ giúp gia đình và trang trải việc học hành, cô đã từng có ý định bỏ nghề để về phụ gia đình bán hamburger vì cô cảm thấy thanh quản của cô không cho phép cô hát quá nhiều. Nhưng được sự khích lệ của người thân và bạn bè, cô tiếp tục con đường ca hát và gặt được nhiều thành công ngoài mong đợi.

### Đỉnh cao của sự nghiệp
Với chất giọng ngọt ngào, trữ tình, man mác nỗi buồn, Ngọc Lan nhanh chóng được khán giả biết đến và đã được các trung tâm nổi tiếng mời thu âm như trung tâm băng nhạc Dạ Lan, trung tâm Giáng Ngọc, và xuất hiện thường xuyên tại các vũ trường, phòng trà... Đặc biệt sau khi cộng tác với trung tâm nhạc Mây Productions và được trung tâm này thực hiện riêng hai chương trình video đặc biệt Ngọc Lan 1: Như em đã yêu anh (1989) và Ngọc Lan 2: Mặt trời bên kia mùa hạ (1991) bởi đạo diễn Đặng Trần Thức thì Ngọc Lan đã đạt được đỉnh cao trong sự nghiệp âm nhạc. Hai cuốn video trên cho đến nay vẫn được đánh giá là hai cuốn video rất có giá trị về mặt nghệ thuật được dành riêng cho một nghệ sĩ.
Sự thành công ngoài sức tưởng tượng của Ngọc Lan được giới chuyên môn nhận định là do tên tuổi của cô xuất hiện vào những năm tháng mà nền âm nhạc hải ngoại đang "khát" ca sĩ và những tiếng hát mới, sự xuất hiện của cô với việc lựa chọn đúng dòng nhạc Tình ca - dòng nhạc mà trong thời kỳ này rất được ưa chuộng bên cạnh những tiếng hát đã thành công với những loại nhạc này từ trước năm 1975 như Khánh Hà, Tuấn Ngọc, Duy Quang.... cũng góp phần dẫn tới sự thành công của cô. Tuy nhiên, cũng không thể phủ nhận được tài năng và chất giọng thiên phú của cô mới chính là yếu tố đưa tên tuổi của cô bay xa hơn trên bầu trời âm nhạc.
Thành công nối tiếp thành công, sau đó cuối thập niên 80 đầu 90, cô nhận lời mời của trung tâm Asia tham gia trong CD 15 Liên khúc Tình Yêu cùng với 2 tiếng hát khác cũng đang được mến mộ lúc bấy giờ là Trung Hành và Kiều Nga, CD này đã mở ra thời kỳ của phong trào liên khúc và được ưa chuộng không riêng gì tại hải ngoại mà còn lan về tận ở Việt Nam, được ghi nhận là một trong những CD Liên khúc có số bán cao nhất trong lịch sử của trung tâm này. Qua CD này, tên tuổi Ngọc Lan ngày càng nổi tiếng.
Đồng thời trong thời gian này, cô cũng đã được mời đi lưu diễn liên tục, khắp nơi và đã trở thành nữ ca sĩ Top của liên tiếp 4 năm kể từ năm 1987 trong làng ca nhạc của cộng đồng người Việt trên khắp năm châu. Đáng kể như là chuyến lưu diễn 3 đêm rất thành công của cô tại Sydney và Melbourne, Úc năm 1990. Báo Chiêu Dương (Úc) đã đăng ngày 14 tháng 9 năm 1990 như sau:
| “ | Qua 3 đêm trình diễn tại Sydney và Melbourne, 2 thành phố lớn nhất của Úc Châu, nữ ca sĩ Ngọc Lan đã thành công rực rỡ. Tất cả các show đều đông nghẹt khán giả, hơn 400 khán giả đã phải ra về vì hết vé tại Bankstown Town Hall (Sydney). Tại Melbourne, hơn 1500 khán giả đã phải đứng để xem Ngọc Lan trình diễn. Hơn 300 khán giả phải ra về vì Hall không còn sức chứa! Có thể nói nữ ca sĩ tài sắc vẹn toàn Ngọc Lan đã làm nên "lịch sử" vì hơn 8 năm nay, từ lúc có các chương trình ca nhạc tại Úc Châu, đây là Show đông đảo khán giả nhất đã dành cho nữ ca sĩ Ngọc Lan. Những đóa hồng tươi xinh xắn mà Ngọc Lan liên tiếp đón nhận từ khán giả đã nói lên tất cả sự thành công vượt bực của chương trình "Đêm Ngọc Lan"[...]Sau 3 đêm liên tiếp thành công rực rỡ tại Sydney và Melbourne, thể theo lời yêu cầu của nhiều vị khán giả chưa xem được các đêm trình diễn vừa qua vì hết vé, nữ ca sĩ số 1 Ngọc Lan quyết định ở lại Úc Châu thêm một tuần lễ để trình diễn đêm: Dạ Vũ Ngọc Lan Giã Từ Úc Châu | ” |

Năm 1992, là năm đánh dấu sự thu hình trực tiếp đầu tiên của Ngọc Lan trên sân khấu ca nhạc trong chương trình Hollywood Night 1 với ca khúc Mưa trên biển vắng vào ngày 10 tháng 3 năm 1992, cũng trong dịp này, cô đã dành cho MC Nam Lộc buổi phỏng vấn chính thức đầu tiên. Ngọc Lan có sự cộng tác gắn bó với những chương trình của Hollywood Night, điều này làm nhiều người lầm tưởng cô có hùn vốn với trung tâm này. Sự cộng tác vẫn diễn ra liên tục và đều đặn cho tới khi cô giã từ sự nghiệp để lùi về bóng tối, nên có thể nói tên tuổi của Ngọc Lan đã gắn liền với những chương trình Hollywood Night.
Ngọc Lan được yêu thích qua nhiều nhạc phẩm nước ngoài lời Việt, như Mưa trên biển vắng (cô cho đây là ca khúc đã đưa cô đến gần với khán giả), Dòng sông tuổi nhỏ (La Maritza)... Cô cũng trình bày nhiều ca khúc tiếng Pháp như Viens m'embrasser, Poupée de cire, poupée de son, Les valses de vienne, những nhạc phẩm của Phạm Duy, Trịnh Công Sơn, Ngô Thụy Miên, Đức Huy... Cô hát ở rất nhiều thể loại nhạc và dòng nhạc. Theo một số người sưu tầm nhạc, cô đã trình bày trên 800 ca khúc và trên 40 video clip. Sự hạn chế quay video thu hình được chính cô giải thích là do bản tính nhút nhát của mình trước ống kính.

### Sự hạn chế xuất hiện
Sau đó Ngọc Lan đột ngột không xuất hiện nữa vào năm 1993 và tạo nên nhiều tin đồn. Năm 1994 cô xuất hiện trở lại trong một số chương trình, cùng năm đó, trong chương trình đánh dấu sự trở lại của cô mang tên "Ngọc Lan và Thính Giả thương yêu" tại Anaheim với kết quả thành công mỹ mãn, tuy nhiên sau buổi ca nhạc đó, khán giả cũng nhận ra rằng cô có phần nào suy sụp tinh thần và tiếng hát của cô không còn linh động như xưa. Nguyên nhân có lẽ là do bệnh tình và sự qua đời đột ngột của người chị gái trước đó không lâu. Năm 1994 cũng là một năm cô kết hôn với nhạc sĩ Kevin Khoa. Và từ đó trở đi, cô vẫn tiếp tục sinh hoạt văn nghệ nhưng không còn mạnh mẽ như những năm đầu thập niên 90 khi mà tên tuổi cô được rất nhiều người biết đến vì sức khỏe không cho phép.
Trong năm 1996, trong lần thu hình trong cuốn video 12: Việt Nam Niềm Nhớ cho trung tâm Asia tại Toronto để trình bày nhạc phẩm "Con Đường Tôi Về" của nhạc sĩ Lê Tín Hương, trước hàng ngàn khán giả, Ngọc Lan phải có người nắm tay đưa lên sân khấu, dù bị hạn chế tầm nhìn nhưng cô vẫn cố gắng lột tả trọn vẹn ca khúc này với hình ảnh khó quên khi cô quỳ giữa sân khấu vào lúc cuối phần trình diễn. Và trong thời gian đó, Ngọc Lan thỉnh thoảng vẫn còn xuất hiện trong các băng video cho các trung tâm ca nhạc như Hollywood Nights, Asia nhưng hầu hết là các clip quay ngoại cảnh thay vì trên sân khấu.

### Giã từ sự nghiệp
Năm 1998, Ngọc Lan xuất hiện lần cuối cùng trong dịp thu hình quay ngoại cảnh cho Asia cuốn Video 18: Nhớ Sài Gòn, trong cuốn video này, Ngọc Lan đã cắt đi kiểu tóc uốn xoăn đặc trưng mà thay vào đó là kiểu tóc tém cùng gương mặt mệt mỏi, đượm buồn của mình trong ca khúc Khóc một dòng sông của Đức Huy. Đây là video ca nhạc cuối cùng của cô với trung tâm Asia.
Sau đó không lâu, trong một cuộc phỏng vấn trên truyền hình tại Nam California phát hình vào ngày 10 tháng 3 năm 1998, Ngọc Lan và phu quân Kelvin Khoa đã dành cho MC Nam Lộc và Thụy Trinh một cuộc nói chuyện thân tình để giải tỏa những thắc mắc và lời đồn đại về tình trạng bệnh tình của cô từ giới thưởng ngoạn, tai hại nhất là vụ trung tâm băng nhạc Diễm xưa đưa tin về việc ca sĩ hải ngoại Ngọc Lan đã qua đời trước đó. Và đây cũng là lần cuối cùng cô xuất hiện trước khán giả, sau đó cô giã từ sân khấu, lùi hẳn vào trong bóng tối vì bệnh tình cô ngày càng trầm trọng.

## Qua đời
Sau một thời gian dài bị chứng bệnh đa xơ cứng hành hạ và thị lực bị hạn chế, Ngọc Lan đã từ trần vào lúc 8 giờ 25 sáng ngày 3 tháng 6 năm 2001 tại bệnh viện Vencor, Huntington Beach, California.

Mộ phần của Ngọc Lan tại Hoa Kỳ

Đám tang của cô được rất đông đảo người ái mộ tham dự và được cho là đám tang dành cho một nghệ sĩ có nhiều người tham dự nhất vào thời điểm đó. Và ít lâu sau, ít nhất đã có 6 ca khúc đã được viết lên để tưởng niệm người nữ ca sĩ tài sắc này như Nhật Ngân với Tiếng hát mong manh, Trần Trịnh với Gãy cành thiên hương, Trần Thiện Thanh với Huyền thoại Ngọc Lan, Ngọc Trọng với Bài cho tình ta, Hùng Quân với Còn đâu tiếng hát ru đời nhưng được biết đến nhiều hơn cả là ca khúc Vĩnh biệt một loài hoa của nhạc sĩ Anh Bằng. Trong bài hát đó có những câu sau:
Người con gái ấy mang tên loài hoa.
Mắt biếc suối trong, mi cong ngọc ngà
Loài hoa yêu ấy, bây giờ đã xa, bây giờ đã xa...
...Ngọc Lan! Ngọc Lan! Sao nỡ ra đi vội vàng.
Ôi! Tiếng kinh đêm cầu hồn, như tiếng ai ca thật buồn.
Ngọc Lan! Ngọc Lan! Vĩnh viễn buông tay phận người.
Thôi hết trăm năm đọa đầy.
Một nấm mồ yên đời đời...

## Tưởng nhớ
- Trong Video Paris By Night 60: Thất Tình (2001), MC Nguyễn Cao Kỳ Duyên đã chia buồn về sự ra đi của Ngọc Lan và MC Nguyễn Ngọc Ngạn đã đọc bốn câu thơ của nhà văn Nguyên Nghĩa trong tuần báo Tự Do của Canada để chia buồn với khán thính giả.
- Trong Video ASIA 34: 20th Anniversary ASIA (2001), có sử dụng lại tiếng hát và hình ảnh Ngọc Lan trong phần trình diễn Liên khúc Tình Yêu cùng với Trung Hành, Kiều Nga đúng như MC Nam Lộc chia sẻ “bộ 3 Asia” sau 20 năm.
- Trong Video ASIA 46: Hành trình 30 năm (2005), ca sĩ Y Phương và Thanh Trúc đã hóa trang thành Ngọc Lan để trình bày hai ca khúc trước đây được cô trình bày rất thành công là "Lại gần hôn em" và "Johnny, Johnny".
- Trong Video ASIA 51: Tình khúc sau cuộc chiến / Nhạc vàng 30 năm (2006), có mời Trần Thăng, giám đốc Trung tâm Mây Productions chia sẻ cảm nghĩ và duyên cơ khi được gặp và cộng tác với Ngọc Lan. Sau đó, nữ ca sĩ Lâm Thúy Vân đã trình bày lại ca khúc "Mưa trên biển vắng" cùng với tiếng hát và hình ảnh của Ngọc Lan hiện ra phía sau trên màn ảnh.
- Ngày 26 tháng 3 năm 2010, để kỷ niệm 9 năm Ngọc Lan ra đi, trung tâm Asia đã cho phát hành bộ DVD "Tiếng hát Ngọc Lan - Như là kỷ niệm: Con đường tôi về"
- Trong cuốn Paris By Night 100: Ghi nhớ một chặng đường (2010) của Trung tâm Thúy Nga, trong phần "Tưởng niệm những nghệ sĩ đã từng cộng tác với trung tâm" cũng có hình ảnh của Ngọc Lan, sau đó MC Nguyễn Ngọc Ngạn đã sử dụng hai câu thơ thất ngôn Mỹ nhân tự cổ như danh tướng / Bất hứa nhân gian kiến bạch đầu (dịch nghĩa: Người đẹp từ xưa như các bậc danh tướng / Không muốn thiên hạ thấy mình lúc về già) để ngụ ý nói về Ngọc Lan.
- Vào ngày 6 tháng 3 năm 2015, để kỷ niệm 14 năm ngày Ngọc Lan ra đi, tờ báo Nghệ sĩ của MC Trần Quốc Bảo có dành số đặc biệt để đăng tải những cảm nghĩ, kỷ niệm của các nghệ sĩ từng cộng tác với Ngọc Lan.
- Nam ca sĩ Don Hồ từng dành nhiều bài viết của mình trên blog cá nhân cũng như Facebook của mình để chia sẻ những kỷ niệm về Ngọc Lan - người mà anh luôn kính trọng và xem là thần tượng, từ những ngày cô đã giúp đỡ anh khi bước chân vào nghề ca hát, cũng như một vài chi tiết về cuộc sống đời thường của cô trong những năm tháng cô bị bệnh tật hành hạ và rút lui vào bóng tối.
- Trong cuốn Paris By Night 126: Hành trình 35 năm (2018), có một phần tưởng niệm những nghệ sĩ đã từng cộng tác đóng góp cho Trung tâm Thúy Nga, trong đó có hình ảnh của nữ ca sĩ Ngọc Lan
- Trong cuốn Paris By Night 128: Hành trình 35 năm (phần 3) (2019), ca sĩ trẻ Ngọc Hương tái hiện hình ảnh Ngọc Lan trên sân khấu và thể hiện ca khúc "Cho em quên tuổi ngọc".

## Ảnh hưởng
Ngọc Lan được cho là một trong những ca sĩ thành công và nổi tiếng nhất của nền âm nhạc Việt Nam sau năm 1975. Phong cách và lối trình diễn của cô không chỉ để lại ấn tượng sâu đậm trong lòng giới thưởng ngoạn mà còn góp phần ảnh hưởng đến các tiếng hát thuộc thế hệ trẻ sau này như Minh Tuyết, Y Phương, Lâm Thúy Vân.
Năm 2024, cuốn phim A Fragile Flower (Đóa Hoa Mong Manh) được thực hiện tại Mỹ, do Mai Thu Huyền đạo diễn, Nhật Hạ viết kịch bản, lấy cảm hứng một phần từ cuộc đời của ca sĩ Ngọc Lan.

## Các tiết mục trình diễn trên sân khấu

### Trung tâm Mây
| STT | Bài hát                                  | Thể hiện với          | Chương trình       | Năm  |
| --- | ---------------------------------------- | --------------------- | ------------------ | ---- |
| 1   | Mưa Trên Biển Vắng (LV: Nhật Ngân)       | solo                  | Hollywood Night 1  | 1992 |
| 2   | Và Con Tim Đã Vui Trở Lại (Đức Huy)      | solo                  | Hollywood Night 2  | 1992 |
| 3   | Joe Le Taxi                              | solo                  | Hollywood Night 2  | 1992 |
| 4   | Mùa Hè Năm Ấy (LV: Nhật Ngân)            | solo                  | Hollywood Night 3  | 1992 |
| 5   | Ngày Vui Năm Ấy (LV: Ngọc Lan)           | solo                  | Hollywood Night 4  | 1993 |
| 6   | Anh Thì Không (LV: Vũ Xuân Hùng)         | Kiều Nga              | Hollywood Night 5  | 1993 |
| 7   | Tình Đầu Tình Cuối (Trần Thiện Thanh)    | solo                  | Hollywood Night 5  | 1993 |
| 8   | Chiều Một Mình Qua Phố (Trịnh Công Sơn)  | solo                  | Hollywood Night 6  | 1993 |
| 9   | Xin Thời Gian Ngừng Trôi (LV: Nhật Ngân) | solo                  | Hollywood Night 7  | 1993 |
| 10  | Buồn (Y Vân)                             | solo                  | Hollywood Night 9  | 1994 |
| 11  | Trái Tim Ngục Tù (Đức Huy)               | solo                  | Hollywood Night 10 | 1994 |
| 12  | Greensleeves                             | solo                  | Hollywood Night 11 | 1994 |
| 13  | Hạnh Phúc Nơi Nào (LV: Nhật Ngân)        | solo                  | Hollywood Night 12 | 1995 |
| 14  | Yêu Anh Lần Đầu (LV: Nam Lộc)            | solo                  | Hollywood Night 13 | 1996 |
| 15  | Em Vẫn Cần Anh (Ngọc Trọng)              | solo                  | Hollywood Night 14 | 1996 |
| 16  | Nhớ (Trịnh Nam Sơn)                      | hát với Trịnh Nam Sơn | Hollywood Night 14 | 1996 |
| 17  | Ta Yêu Nhau (Ngọc Trọng)                 | solo                  | Hollywood Night 15 | 1997 |
| 18  | Cho Em Quên Tuổi Ngọc (Lam Phương)       | solo                  | Hollywood Night 16 | 1997 |
| 19  | Luân Vũ Ngày Mưa                         | solo                  | Hollywood Night 17 | 1998 |
| 20  | Hư Ảo (Khúc Lan)                         | solo                  | Hollywood Night 20 | 1999 |

### Trung tâm Thuý Nga - Paris By Night
| STT | Chương trình      | Bài hát                                | Thể hiện với | Năm  |
| --- | ----------------- | -------------------------------------- | ------------ | ---- |
| 1   | Paris By Night 31 | Về Đây Em (Trịnh Nam Sơn)              | Solo         | 1995 |
| 2   | Paris By Night 32 | Kiếp Đam Mê (Duy Quang)                | Solo         | 1995 |
| 3   | Paris By Night 33 | Mùa Xuân Trong Đôi Mắt Em (Đức Huy)    | Solo         | 1995 |
| 4   | Paris By Night 33 | Và Con Tim Đã Vui Trở Lại (Đức Huy)    | Hợp Ca       | 1995 |
| 5   | Paris By Night 34 | Em Về Nào Có Hay (Hoàng Trọng Thụy)    | Solo         | 1995 |
| 6   | Paris By Night 35 | Cơn mưa trong đời (lời Việt: Khúc Lan) | Solo         | 1996 |

### Trung tâm Asia
| STT | Chương trình | Bài hát | Thể hiện với         | Năm  |
| --- | ------------ | --- | -------------------- | ---- |
| 1   | Asia 6       | Tiếng Mưa Buồn (LV: Duy Hạnh) | Solo                 | 1994 |
| 2   | Asia 6       | Đêm Thánh Vô Cùng | Hợp Ca               | 1994 |
| 3   | Asia 7       | LK Mẹ | Solo                 | 1995 |
| 4   | Asia 7       | Bên Em Đang Có Ta (Trầm Tử Thiêng) | Hợp Ca               | 1995 |
| 5   | Asia 8       | Tình Lầm Lỡ (LV:Anh Bằng) | Solo                 | 1995 |
| 6   | Asia 9       | Lại Gần Hôn Em (LV: Phạm Duy) | Solo                 | 1995 |
| 7   | Asia 11      | Mắt Lệ Cho Người (Từ Công Phụng) | Solo                 | 1996 |
| 8   | Asia 12      | Con Đường Tôi Về (Lê Tín Hương) | Solo                 | 1996 |
| 9   | Asia 12      | Việt Nam Về Trong Nỗi Nhớ (nhạc Trúc Hồ, lời Trầm Tử Thiêng)                                                                                                   | Hợp Ca               | 1996 |
| 10  | Asia 14      | Hai Mươi Năm Tình Cũ (Trần Quảng Nam) | Solo                 | 1997 |
| 11  | Asia 18      | Khóc Một Dòng Sông (Đức Huy) | Solo                 | 1998 |
| 12  | Asia 34      | LK Nếu Một Ngày (Khánh Băng), Thôi (Y Vân), Nào Biết Nào Hay (LV:Trường Kỳ), Yêu Nhau Đi (LV:Trường Kỳ), Người Tình Ngàn Dặm, Guantanamera - dùng lại hình ảnh | Kiều Nga, Trung Hành | 2001 |
| 13  | Asia 51      | Mưa trên biển vắng (LV: Nhật Ngân) - dùng lại hình ảnh | Lâm Thúy Vân         | 2006 |
| 14  | Asia 54      | Việt Nam Về Trong Nỗi Nhớ (Trầm Tử Thiêng, Trúc Hồ) - dùng lại hình ảnh                                                                                        | Hợp Ca               | 2007 |

## CD và cassette
- Đời 13: Tiếng Hát Ngọc Lan 1 (1986)
- Giáng Ngọc 38: Ngọc Lan 2 - Người Yêu Dấu (1987)
- Giáng Ngọc 56 - Ngọc Lan 3 -  L'amour - Tình Ta (1988)
- Mây 1: Ngọc Lan 4 - Tình Xanh (1988)
- Mây 3: Ngọc Lan 5 - Tình Gần (1989)
- Mây 4: Ngọc Lan 6 - Tình khúc Cho Anh (1989)
- Mây 5: Ngọc Lan 7 - Mãi Mãi Yêu Anh (1990)
- Mây 7: Ngọc Lan 8 - Yêu Dấu Khôn Nguôi (1991)
- Mây 10: Ngọc Lan - Mặt Trời Bên Kia Mùa Hạ (1991)
- Mây 11: Ngọc Lan 9 - Tình Xưa (1992)
- Mây : Ngọc Lan 10 - Hạnh Phúc Nơi Nào (1992)